# San Giovanni Lupatoto
San Giovanni Lupatoto es una localidad y comune italiana de la provincia de Verona, región de Véneto, con 23.757 habitantes.

## Evolución demográfica
| Gráfica de evolución demográfica de San Giovanni Lupatoto entre 1861 y 2001 |
|                                                                             |
| Fuente ISTAT - elaboración gráfica de Wikipedia                             |